# JP모건 체이스 타워 (휴스턴)
JP모건 체이스 타워(영어: JPMorgan Chase Tower), 구 명칭 텍사스 커머스 타워(영어: Texas Commerce Tower)는 미국 텍사스주 휴스턴에 있는 마천루다. 높이는 305.4-미터 (1,002-피트)이며, 면적은 2,243,013-제곱피트 (208,382.7 m2)이다. 현재 텍사스주와 미국 중부에서 가장 높은 건물이며, 세계에서 가장 높은 5면체 건물, 미국에서 29번째로 높은 건물, 세계에서 107번째로 높은 건물이다.

## 역사
원래 1981년 텍사스 커머스 타워로 완공되었으며 텍사스 커머스 뱅크셰어스의 의뢰로 건설되었다. 완공 당시 이 건물은 로스앤젤레스의 Aon 센터를 제치고 미시시피강 서쪽에서 가장 높은 건물이 되었으며, 1990년 로스앤젤레스의 라이브러리 타워 (현재 U.S. 뱅크 타워)가 지어질 때까지 이 타이틀을 유지했다.
건물명은 JP모건 체이스를 반영하지만 JP모건 체이스에 사용한 공간은 2021년까지 지하 1층의 단일 지점 사무실이었다. 타워는 세버러스 캐피털 매니지먼트와 하인스 인터레스츠가 소유하고 있다.